# كيفن غراب
كيفن غراب (بالإنجليزية: Kevin Grubb)‏ هو سائق سيارة سباق أمريكي، ولد في 19 أبريل 1978 في Mechanicsville, Virginia ‏ في الولايات المتحدة، وتوفي في 6 مايو 2009 في ريتشموند في الولايات المتحدة بسبب إصابة بعيار ناري.

## وصلات خارجية
- كيفن غراب على موقع Racing-Reference.info (الإنجليزية)